# بنيتنجويشين (أونتاريو)
'بنيتنجويشين (بالإنجليزية: Penetanguishene)‏ هي مدينة كندية تقع في مقاطعة أونتاريو. تبلغ مساحة هذه المدينة 25.3752 (كم²)، ويبلغ عدد سكانها 9354 نسمة حسب إحصاء سنة 2006 م، بينما كان يسكنها 8316 نسمة في سنة 2001 م. تحتل هذه المدينة المرتبة رقم 409 بين مدن كندا حسب عدد السكان والمرتبة رقم 153 في المقاطعة. نما عدد السكان في هذه المدينة بنسبة (12.5) بين العامين المذكورين.

## أعلام
- جورج مكنمارا
- ألفرد بيرك تومسون
- آرثر جون لويس
- جان بول مارشان
- ويليام ألفرد روبنسون

## وصلات خارجية
- الأطلس الحكومي لكندا
- إحصاءات كندا مع ساعة تعداد السكان